# Рокани (Катанцаро)
Рокани је насеље у Италији у округу Катанцаро, региону Калабрија.
Према процени из 2011. у насељу је живело 342 становника. Насеље се налази на надморској висини од 38 м.